# Sicherungsgeschäft
Ein Sicherungsgeschäft (auch Absicherungs-, Kurssicherungs- oder Hedgegeschäft genannt; englisch to hedge „absichern“, „mit einer Hecke umzäunen“) ist in der Wirtschaft ein Finanzkontrakt, mit dem Risiken (insbesondere Preis-, Wechselkurs- und Zinsrisiken) aus einer eingegangenen anderen Risikoposition abgesichert werden sollen.

## Allgemeines
Wirtschaftssubjekte (Unternehmen, Privathaushalte oder der Staat mit seinen Untergliederungen) gehen bei vielen Geschäften Finanzrisiken ein. Räumt beispielsweise ein Exporteur seinem Importeur für Lieferungen ein Zahlungsziel in einer Fremdwährung ein, so unterliegt diese Forderung des Exporteurs sowohl einem Zahlungsrisiko als auch einem Wechselkursrisiko. Während das Zahlungsrisiko mittels Exportkreditversicherung durch Risikoüberwälzung auf einen Versicherer übertragen werden kann, wird das Wechselkursrisiko im Rahmen der Risikominderung von Kreditinstituten als Devisentermingeschäft übernommen. Letzteres ist ein Hedgegeschäft im engeren Sinne und ein Gegengeschäft, das die Risiken aus dem Grundgeschäft (Export) absichert.
Unterschieden wird zwischen dem Grundgeschäft (englisch hedged item), welches das Finanzrisiko bzw. die Risiken begründet hat, und dem Sicherungsgeschäft (oder Hedgegeschäft; englisch hedging instrument), welches das Risiko bzw. die Risiken des Grundgeschäfts absichert. Der Sicherungsnehmer ist ein Wirtschaftssubjekt, das ein Grundgeschäft absichern möchte (englisch hedger), der Sicherungsgeber ist als Kontrahent und Gegenpartei der Anbieter des Sicherungsgeschäfts, meist Kreditinstitute.

## Arten
Oft schränkt die Fachliteratur das Hedgegeschäft auf die Absicherung von Fremdwährungsrisiken ein, doch sind sämtliche Marktrisiken absicherbar. 
Im Hinblick auf die Grundgeschäfte und deren Finanzrisiko werden die Sicherungsgeschäfte wie folgt aufgeteilt:
| Grundgeschäft/Bilanzposition      | Finanzrisiko                | Sicherungsgeschäfte                                  |
| --------------------------------- | --------------------------- | ---------------------------------------------------- |
| Aktien                            | Kursrisiko                  | Aktienoption, Asset-Swap, Terminverkauf              |
| Anleihen                          | Emittentenrisiko Zinsrisiko | Asset-Swap, Credit Default Swap Zinsoption, Zinsswap |
| Forderungen in Inlandswährung     | Zahlungsrisiko              | Credit Default Swap, Kreditversicherung              |
| Kreditgeschäft                    | Kreditrisiko                | Credit Default Swap                                  |
| Forderungen in Fremdwährung       | Währungsrisiko              | Terminverkauf, Währungsswap                          |
| Verbindlichkeiten in Fremdwährung | Währungsrisiko              | Terminkauf, Währungsswap                             |

Nach dem Umfang der Absicherung wird unterschieden:
- Absicherung eines einzelnen Grundgeschäfts durch ein einzelnes Sicherungsgeschäft (englisch micro hedging);
- Absicherung mehrerer gleichartiger Grundgeschäfte durch ein oder mehrere Sicherungsgeschäfte (englisch portfolio hedging) oder
- Absicherung ganzer Gruppen von Grundgeschäften (englisch macro hedging).

Sämtliche Arten werden beim Hedge Accounting von den Rechnungslegungsstandards des HGB und IFRS anerkannt. Portfolio-Hedges oder Macro-Hedges sind bei Hedgefonds üblich.
Im Hinblick auf veränderliche externe Marktdaten wird unterschieden:
- Preisniveau: Es ändert sich durch Inflation oder Deflation. Hiergegen kann man sich bei Commodities durch Warentermingeschäfte (Terminkontrakte an Warenbörsen) absichern.
- Zinsniveau: Gegen Schwankungen des Zinssatzes können Collars, Forward Rate Agreements, Zinscap und Zinsfloor, Zinsoptionen oder Zinsswaps abgeschlossen werden.
- Kursniveau: Volatilitäten an den Devisen-, Geld- und Wertpapiermärkten (Wertpapierbörsen) begegnet man durch Devisenoptionen, Devisentermingeschäfte, Swapgeschäfte (Devisenswap), Optionen, Equity Swaps oder Futures.

Beim Hedging durch Optionen bestehen weiterhin Gewinnchancen aus dem Grundgeschäft, während bei Futures ein Verzicht hierauf vorgesehen ist. Länderrisiken können bei Nichtbanken durch Exportkreditversicherungen abgesichert werden und gehören deshalb nicht zu den Hedgeschäften im engeren Sinne.
Ein Terminkauf zur Absicherung von Preissteigerungen heißt Long-Hedge, ein entsprechender Terminverkauf zur Absicherung gegen Preisverfall ist ein Short-Hedge.

## Bilanzierung
Grund- und Sicherungsgeschäfte sind verschiedene Finanzkontrakte, die rechtlich voneinander unabhängig sind, aber wirtschaftlich zusammengehören. Sicherungsgeschäften liegen mindestens ein Finanzinstrument, Finanzierungstitel oder Finanzprodukt als Grundgeschäft zugrunde, die in einem wirtschaftlichen – und manchmal auch in einem rechtlichen – Zusammenhang zum Grundgeschäft stehen. Diese Geschäfte werden beim Hedge Accounting nicht jedes für sich einer Einzelbewertung unterzogen, sondern als Bewertungseinheit betrachtet. Die Zusammenfassung von Grund- und Sicherungsgeschäft zu einer Bewertungseinheit erlaubt die erfolgsneutrale Bilanzierung von gegenläufigen Risiken aus diesen Geschäften. Nach § 254 HGB und IFRS 9 wird auf den Ausweis nicht realisierter Verluste verzichtet, wenn diesen in gleicher Höhe nicht realisierte Gewinne gegenüberstehen, soweit der Eintritt der abgesicherten Risiken ausgeschlossen ist.

## Wirtschaftliche Aspekte
Dem Hedgegeschäft liegt die Absicht zugrunde, einen gegenwärtig als annehmbar empfundenen Preis, wie etwa den Börsenkurs eines Wertpapiers, den Wechselkurs einer Währung oder einen Zinssatz, für die Zukunft mittels Risikokompensation festzulegen. Stets sind Geschäfte, die zu Beständen führen (Aktiva wie Lagerbestand oder Forderungen und Passiva wie Verbindlichkeiten in der Bilanz) von einem Finanzrisiko bedroht. Die Kaufpreisforderungen an einen inländischen Debitor beispielsweise unterliegen einem Zahlungsrisiko, das durch Kreditversicherung eliminiert wird. Nimmt ein Unternehmen Fremdwährungskredite auf, so unterliegen diese einem Kursrisiko (die betreffende Fremdwährung könnte aufwerten) und einem Zinsrisiko (der Fremdwährungszins könnte steigen); beide Risiken können „gehedged“ werden.  
Die Absicherung wird erreicht, indem entgegengesetzte, also ausgleichend wirkende Risiken eingegangen werden. Dadurch wird die mögliche Wertminderung durch die mögliche Wertsteigerung der kompensatorischen Gegenposition ausgeglichen. Eine möglicherweise notwendige Anpassung eines Hedgeschäfts ist je nach Marktentwicklung durch Delta-Hedging möglich. Der perfekte Hedge (englisch perfect hedge) deckt Risiken aus einem Grundgeschäft vollständig ab, ansonsten besteht ein Restrisiko (englisch uncovered exposure). Ein perfekter Hedge als theoretisches Konstrukt würde jegliches systematisches Risiko eliminieren. Aus ökonomischer Sicht geht es beim Sicherungsgeschäft um die effiziente Risikoallokation.
Ein faires Sicherungsgeschäft mindert die Risiken und Renditechancen des abgesicherten Finanzgeschäfts in gleichem Maße. Zudem können für das Absicherungsgeschäft zusätzliche Transaktionskosten entstehen. Nicht bei jedem Geschäft ist daher eine Absicherung („Hedging“) sinnvoll. Es ist jeweils ein Kompromiss zwischen erwarteter Rendite und akzeptablem Risiko zu finden. Generell ist Hedging unwirtschaftlich, wenn die zusätzlichen Sicherungskosten höher sind als die aus dem abzusichernden Finanzgeschäft erwartete Rendite.
Zudem ist das Absichern von Geschäften an den Terminmärkten ein komplexer Vorgang und für Ungeübte mit zusätzlichen Risiken verbunden. Ein Beispiel aus der Vergangenheit ist der große Verlust der Metallgesellschaft (heute GEA Group), der aus Unverständnis über eingegangene Hedging-Positionen im Öltermingeschäft entstand.
Eine Alternative zum Hedging kann die Verringerung der Volatilität eines Wertpapier-Portfolios durch Diversifikation  (Risikodiversifizierung) sein.
Es sind Geschäfte mit gegenseitiger Absicherung möglich, bei denen beide Vertragspartner von der jeweils gegenläufigen Entwicklung eines Kurses profitieren – eine klassische „Win-Win-Situation“. So können sich beispielsweise ein Rohstoffproduzent und ein Rohstoffkäufer gegenseitig mit Hilfe eines Termingeschäftes absichern: Fällt der Rohstoffpreis, so bedeutet das für den Produzenten Gewinneinbußen und ist für den Käufer günstig; steigt der Preis, ist es jedoch genau umgekehrt. Durch das Wertpapiergeschäft können die Parteien sich eines festen Preises versichern, so dass für beide in gleichem Maße die Chance auf zusätzlichen Gewinn wie auch das Verlustrisiko begrenzt wird. Eine ähnliche gegenseitige Absicherung ist auch bei Wechselkursrisiken denkbar, beispielsweise wenn Käufer und Verkäufer einer Ware ihren Sitz in jeweils unterschiedlichen Staaten haben. Die Organisation eines solchen Geschäftes über ein börsengehandeltes Wertpapier wie ein Future macht es hierbei einfacher, einen Vertragspartner zu finden und den Vertrag zu geringen Kosten abzuschließen.
Allerdings ist über die gleichen Instrumente, die der Risikoabsicherung dienen, auch eine reine Spekulation mit dem Ziel der Gewinnerzielung möglich. Ein großer Anteil der an den Börsen gehandelten Derivate dient der Spekulation. Dies kann die Preisbildung verzerren und zu spekulativen Blasen führen.
Kritiker des Hedging führen an, dass das abzusichernde Risiko weitergereicht werde und es letztlich ein Partner definitiv annehmen müsse (englisch Hot-Potato-Trading). Zudem trügen Sicherungsgeschäfte zur Aufblähung der Kreisläufe auf den Finanzmärkten bei und würden sich gegenüber der Realwirtschaft verselbstständigen.

## Abgrenzung
Hedging ist jede Maßnahme „zur Absicherung offener, einem Preisrisiko ausgesetzter Kapitalpositionen, indem eine Gegenposition mit spiegelbildlichem Risikoprofil aufgebaut wird“. Die einzelnen Sicherungsgeschäfte müssen tatsächlich der Risikokompensation dienen, um wirtschaftlich gerechtfertigt zu sein, denn isoliert geschlossene Sicherungsgeschäfte dienen der Spekulation und sind kein Hedging. Die abgeschlossenen Gegengeschäfte sind im günstigsten Fall mit einem Korrelationskoeffizienten von {\displaystyle -1} negativ korreliert. Echtes „Hedging“ erfordert zudem, dass der „Hedger“ weiterhin Risikoträger des Grundgeschäfts bleibt und denkbare Finanzrisiken durch Abschluss von Sicherungsgeschäften zu eliminieren versucht. Deshalb gehören Kreditversicherungen oder Exportkreditversicherungen streng genommen nicht zu den Sicherungsgeschäften, weil ein Risikotransfer auf die Versicherer stattfindet.